# Tiaa
Tiaa o Tia'a (en egipci, 𓍘𓉼𓁗 tjꜥꜣ) va ser una reina consort egípcia de la XVIII Dinastia. Va ser la Gran Esposa Reial del faraó Amenofis II i la mare de Tuthmosis IV.

## Biografia
Tiaa mai no apareix referenciada amb l'apel·latiu "la filla del rei" i, per tant, se'n desconeix el llinatge. S'ha especulat que era la germana o mitja germana d'Amenofis, però només és una conjectura.
| ti | O29V | B7 |

| ti | O29V | B7 |

Durant el regnat del seu marit les dones de la família reial van perdre pes en les representacions, segurament degut al fet que el faraó Amenofis II no volia que cap d'elles usurpés el poder, tal com havia passat amb Hatxepsut només unes dècades abans. Tiaa és l'única dona coneguda d'Amenofis, i el seu nom només el coneixem perquè va ser la mare del següent faraó, Tuthmosis IV. Va rebre el títol de Gran Esposa Reial durant el regnat del seu fill; durant la vida del seu marit, aquest títol el va ostentar la mare d'Amenofis, Merit-Ra Hatxepsut.

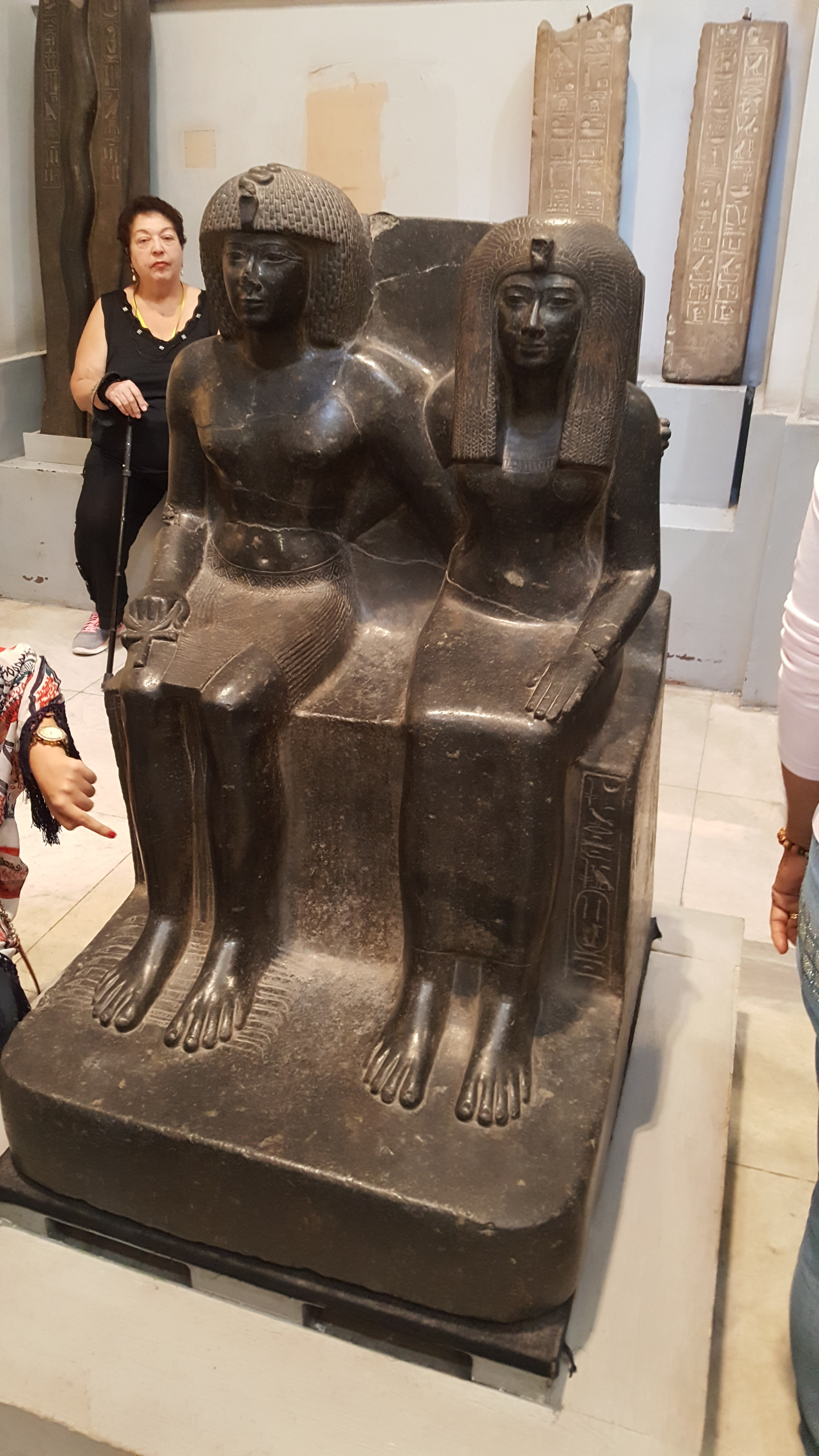
Estàtua de Tuthmosi IV amb la seva mare Tiaa. Museu Egipci del Caire, planta principal, sala 12.

Tiaa no apareix en cap monument durant el regnat del seu marit, les representacions que ens han pervingut doncs són les que apareix amb el seu fill. Durant el regnat de Tuthmosis IV Tiaa va guanyar protagonisme; juntament amb el títol de Gran Esposa Reial, també va rebre els títols Mare del Rei i Esposa de Déu. En moltes estàtues ella i l'esposa principal de Tuthmosis, Nefertari, acompanyen el faraó. Diverses representacions de Merit-Ra Hatxepsut van ser alterades per a representar a Tiaa. És probable que una de les filles de Tuthmosis, anomenada també Tiaa, rebés aquest nom en honor seu.

## Mort i enterrament
Tiaa va ser enterrada a la tomba KV32 a la Vall dels Reis, on es van trobar fragments del seu aixovar funerari, inclòs un cofre canopi. Les inundacions van desplaçar algunes d'aquestes restes a la tomba KV47, la tomba adjacent del faraó Siptah de la dinastia XIX, i va fer creure als egiptòlegs que pertanyien a una mare de Siptah. Posteriorment la mare de Siptah va ser identificada com una concubina siriana, anomenada Sutailja.